# European Museum Academy
Die European Museum Academy ist eine gemeinnützige Stiftung, die sich mit der Rolle von Museen in der heutigen Gesellschaft, mit Innovationen in Bezug auf die Museologie, museografische Sprache und Praxis befasst. Die ehrenamtlich arbeitende Academy fungiert als eine museologische Denkfabrik, die sich mit der gegenwärtigen Praxis und künftigen Entwicklung von Museen auseinandersetzt. Die Arbeitsfelder der European Museum Academy umfassen die Jurierung und Verleihung einer Reihe von europäischen Museumspreisen (European Museum Academy Awards), die Veranstaltung von Konferenzen, die Erarbeitung von Veröffentlichungen, die Durchführung von EU-Projekten sowie die Beteiligung an diversen Forschungs- und Ausbildungsprogrammen.

## Geschichte
Die European Museum Academy stellt eine unabhängige Stiftung mit rechtlichem Sitz in den Niederlanden dar. Sie wurde 2009 anlässlich des zehnten Todestags des einflussreichen britischen Museologen Kenneth Hudson (1916–1999) ins Leben gerufen, auf den der European Museum of the Year Award maßgeblich zurückgeht, von einer Gruppe von Fachleuten, die sich aus verschiedenen Arbeitsfeldern des Museums und der Universität rekrutierten.

## Ziele
Die European Museum Academy reflektiert die soziale, pädagogische, ökonomische und ökologische Rolle von Museen in der gegenwärtigen Welt. Aufgabe der Academy ist es, die Qualität von Museen auf deren unterschiedlichen Arbeitsebenen zu heben. Um diese Aufgabe zu erfüllen, zeichnet die Academy herausragende Museumsbeispiele aus, die als Vorbilder für andere Einrichtungen dienen können. Die Aktivitäten der Akademie umfassen zudem zukunftsweisende Projekte in der museologischen Forschung und Praxis. Ein besonderer Schwerpunkt liegt hierbei auf dem Bereich der einer inklusiven und alle Alterskohorten ansprechenden Museumspädagogik.

## Organisation
Die European Museum Academy besteht aus einer Gruppe von etwa 40 ehrenamtlichen Experten aus ganz Europa. Diese kommen aus den verschiedensten Arbeitsfeldern des Museums sowie des Kulturerbes. Sie verfügen über Erfahrung in der Arbeit mit europäischen Förderprogrammen sowie mit nationalen und regionalen Entwicklungsprojekten im Zusammenhang mit Museen.

## EMA-Repräsentanten
Museumsexperten aus etwa 40 verschiedenen Ländern Europas fungieren als EMA-Repräsentanten vor Ort. Diese beobachten die Museumsentwicklungen in ihren jeweiligen Ländern, um einerseits die jährlichen Berichte über die dortige Situation der Museen zu verfassen und um andererseits mögliche Kandidaten für die jährlichen European Museum Academy Awards ausfindig zu machen.

## EMA-Partner
Die European Museum Academy arbeitet mit einem weitgespannten Netz von Kooperationspartnern zusammen, die die verschiedenen Aktivitäten der Academy fördern. Zu diesen Partnern zählen verschiedene internationale Organisationen, Stiftungen und Ministerien der Länder Deutschland, Luxemburg, Niederlande und Schweden. Die Zusammenarbeit umfasst verschiedene Formen der Mitgliedschaft, des Informationsaustauschs, der Erarbeitung gemeinsamer Dokumente und der Durchführung von Forschungsprojekten. Dazu kommen Veröffentlichungen, Vorträge und die Planung von Seminaren, Konferenzen und anderen Veranstaltungen.

## Weiterbildung, Projekte, Publikationen
Ein wichtiges Ziel der Arbeit der European Museum Academy besteht darin, museologisches und museumspraktisches Wissen auszutauschen und Weiterbildung im Museumsbereich zu fördern. Seit ihrer Gründung beteiligt sich die Academy europaweit an universitären Studiengängen sowie (Online-)Kursen in Museologie sowie an „Summer Schools“. Dabei kooperiert sie mit verschiedenen europäischen Universitäten und Einrichtungen, die in der Weiterbildung im Bereich des Kulturerbes tätig sind. Die European Museum Academy fungiert darüber hinaus als Partner in mehreren internationalen Forschungs- und Entwicklungsprojekten. Sie stellt zudem zahlreiche Veröffentlichungen auf ihrer Website zur Verfügung.

## Europäische Museumspreise (The European Museum Academy Awards)
Zusammen mit verschiedenen Partnern stellt die European Museum Academy die Jury, Infrastruktur sowie Expertise für verschiedene europäische Museumspreise zur Verfügung. Mit Ausnahme des EMA-Prize handelt es sich bei allen um jährliche Auszeichnungen.

### EMA Prize
Dieser Preis wurde 2011 ins Leben gerufen, um langfristige oder nachhaltige Leistungen einer herausragenden Persönlichkeit oder einer vorbildhaften Institution in der Museumswelt zu würdigen. Der Preis zielt darauf ab, nachahmenswerte Leistungen von einerseits Museumsfachleuten oder Forschern und andererseits von Kulturinstitutionen auszuzeichnen, die wegweisende Museen kreiert, Forschungsleistung erbracht oder Projekte von europäischer Relevanz durchgeführt haben, die die Entwicklung des museologischen Diskurses auf internationaler Ebene zu beeinflussen in der Lage sind.

### Luigi Micheletti Award
Der Luigi Micheletti Award wird in Kooperation mit der italienischen Fondazione Luigi Micheletti (Brescia) verliehen, die die Erinnerung an den italienischen Industriellen Luigi Micheletti aus Brescia fördert. Ins Leben gerufen wurde dieser Preis 1995 zusammen mit dem European Museum Forum unter der damaligen Schirmherrschaft des Europarates. Die European Museum Academy hat die Jurierung und Verleihung dieses Preises mit der 16. Auflage übernommen. Der Luigi Micheletti Award zeichnet gegenwärtig innovative Museen aus, die sich mit der Geschichte der Industrie, Technologie und Wissenschaft sowie der politischen Zeitgeschichte befassen.

### The DASA Award
Der 2011 von der DASA – Arbeitswelt Ausstellung (Dortmund) ins Leben gerufenen Preis zeichnete ursprünglich Museen aus, die sich insbesondere der Sozialgeschichte widmeten. Seit 2016 widmet sich der DASA Award vorbildlichen pädagogischen Programmen jeglicher Art in Museen.

### The Živa Award
Der Živa-Award wurde 2012 auf Initiative der Mitgliedsländer des Forum of Slavic Cultures ins Leben gerufen. Ziel des Živa-Preises ist es, herausragende Leistungen von Museen und Kulturerbe-Stätten mit slawischem Kulturhintergrund zu würdigen, vorbildliche Praktiken im Bereich des materiellen Kulturerbes auszuzeichnen und den Austausch von Wissen und Erfahrungen in diesen Ländern und darüber hinaus zu fördern.

### The Children in Museums Award
Der Children in Museums Award ist ein Kooperationsprojekt von Hands On! International Association of Children in Museums und der European Museum Academy. Der Preis wurde erstmals 2011 auf der Kinderbuchmesse im italienischen Bologna verliehen. Der Preis richtet sich an kreative und vorbildliche museale Ausstellungen und Programme für die Altersgruppen bis 14 Jahre.

### Heritage in Motion Award
Der Heritage in Motion Award ist ein jährlicher Multimedia-Wettbewerb, der die Aufbereitung von Europas kulturellem Erbe wie auch des Naturerbes honoriert. Der Preis geht an die Entwickler, Urheber und Nutzer von beispielsweise Filmen, Spielen, Apps oder Websites. Heritage in Motion geht auf eine gemeinsame Initiative der European Museum Academy und Europa Nostra zurück, unterstützt von Europeana.

### Museums in Short Award
Der Museums in Short Award wurde 2012 ins Leben gerufen. Er gründet auf der Zusammenarbeit von MUSIL – Museum of Industry and Labour, European Museum Academy und der Fondazione Brescia Musei in Zusammenarbeit mit dem Forum of Slavic Cultures und ICOM Italy. Diese Auszeichnung würdigt kurze Videos zu Museen. Sie dient dazu, vorbildliche Projekte zu küren und sichtbar zu machen und dabei auf die Rolle der Museen als Motoren der Kreativwirtschaft hinzuweisen. Alle eingereichten Videos werden in einer Datenbank gespeichert und sind online verfügbar.

### The European Museum Academy Master Study of the Year Award
Der Preis wurde 2019 von der European Museum Academy ins Leben gerufen. Er zeichnet herausragende Masterarbeiten aus, um der Forschungsarbeit von Masterstudierenden in verschiedensten Kursen und Fächern der Museologie bzw. der Museum Studies zu fördern, die an zahlreichen europäischen Universitäten angeboten werden.

### The EMA Art Museum Award – New Ideas for the 21st Century
Der 2020 ins Leben gerufene EMA Art Museum Award widmet sich herausragenden Projekten, die sich mit Kunst bzw. Kunstinterventionen in europäischen Museen und Galerien befassen. Der von der AG Leventis Foundation, gegründet 1979 George Anastasios Leventis, geförderte Preis zeichnet Projekte aus, welche die soziale Relevanz von Museen in den Mittelpunkt ihrer Arbeit stellen. Der Preis versucht dadurch, gesellschaftliche Werte wie Partizipation, Inklusion und soziale Offenheit zu würdigen und zu stärken.

## Zusammensetzung des EMA-Vorstandes
- Andreja Rihter (President)
- Henrik Zipsane (Managing Director)
- Karl Borromäus Murr (Chairman)
- Massimo Negri (Scientific Director)
- Wim van der Weiden
- Dirk Houtgraaf